# Casa Occitânia
A Casa Occitânia ou Casa da Occitânia (em francês:  Maison de l'Occitanie; em occitano:  Ostal d'Occitània), é um centro cultural Occitano de Toulouse, localizado nas instalações renovadas da casa de Boysson, na rua Malcosinat número 11. Foi inaugurado em 16 de dezembro de 2006 por Jean-Luc Moudenc. Na verdade, o centro ocupa duas casas particulares antigas no centro histórico de Toulouse, chamadas Boisson e Cheverrí, de 1468 e 1535, respectivamente.
A restauração foi financiada pela cidade de Toulouse (63%), pelo Conselho Geral de Alto Garona (23%) e pelo Conselho Regional de Midi-Pyrénées (14%).